# Георги Христов (футболист)
Вижте пояснителната страница за други личности с името Георги Христов.
Георги Христов е бивш български футболист, нападател, голмайстор на А група за 2007/08 като играч на Ботев Пловдив. От 2013 г. играе в САЩ.

## Кратка биография
Роден е на 10 януари 1985 г. в Пловдив. Известно време неговото семейство живее в родния град на майка му - Велинград, но след това се завръща в Пловдив. Във Велинград като дете започва да тренира и играе първите си мачове в отбора на ФК „Атлетик“.
Юноша на Марица Пловдив. Шампион на България през 2008/09 г. с отбора на Левски София. Финалист в турнира за Купата на България с отбора на Славия (София) през 2010/11 г., полуфиналист с отборите на Ботев Пловдив през 2007/08 г. и с Левски през 2008/09 г. Вицешампион на Полша с отбора на Висла Краков през 2009/10 г.
До 2007 г. играе за Марица, като става голмайстор на Б група през 2006 г. с 18 гола. През лятото на 2007 г. преминава в отбора на Ботев Пловдив. Става голмайстор на А група през 2008 г. с 19 попадения.
На 4 юли 2008 разтрогва договора си с Ботев Пловдив и става свободен агент. На 23 юни 2008 г. започва подготовка с Левски. Прави неофициален дебют за Левски София в приятелски мач срещу Спартак Плевен, като бележи един гол. През август 2008 г. след като отбелязва хеттрик за „сините“ срещу Ботев Пловдив получава повиквателна за националния отбор, за който участва в една неофициална контролна среща. През пролетта на 2010 г. е преотстъпен на полския отбор Висла Краков. Не успява да се наложи, и се връща през лятото на 2010 г. в Левски.
В края на август 2010 г. Георги Христов преминава в отбора на Славия София. При дебюта си за белите на 03.09.2010 г. в контролата срещу Доростол Силистра вкарва 2 гола за победата с 4:1. Срещу отбора на Доростол той отбелязва и още 1 гол на 19.02.2011 г. в контролна среща, завършила при резултат 2:0 за Славия. На турнира Пири за Купата на ПФЛ вкарва изравнителния гол срещу Локомотив Пловдив, в мач завършил при резултат 2:2. През есента на 2011 г. е даден под наем на израелския първодивизионен клуб Ашдод. През януари 2012 г. се връща в Славия, защото няма право да бъде преотстъпен под наем на Бейтар Йерусалим.
В началото на 2013 г., Христов се присъединява към американския Тампа Бей в условията на пробен период. Дебютът му е на 2 март 2013 г. срещу University of South Florida. Отбелязва 12 гола и добавя осем асистенции. Играч на месец септември. Същата година е избран за най-ценен играч (Most Valuable Player) и става част от идеалната единадесеторка на Северноамериканската Сокър Лига.

## Статистика по сезони
| Отбор            | Сезон    | Шампионат | Шампионат | Нац. купа | Нац. купа | Евротурнири | Евротурнири | Общо | Общо |
| Отбор            | Сезон    | М         | Г         | М         | Г         | М           | Г           | М    | Г    |
| ---------------- | -------- | --------- | --------- | --------- | --------- | ----------- | ----------- | ---- | ---- |
| Марица Пловдив   | 2002-03  | 17        | 4         | –         | –         | 0           | 0           | 17   | 4    |
| Марица Пловдив   | 2003-04  | 25        | 12        | –         | –         | 0           | 0           | 25   | 12   |
| Марица Пловдив   | 2004-05  | 31        | 23        | –         | –         | 0           | 0           | 31   | 23   |
| Марица Пловдив   | 2005-06  | 23        | 18        | 1         | 0         | 0           | 0           | 24   | 18   |
| Марица Пловдив   | 2006-07  | 24        | 13        | 2         | 2         | 0           | 0           | 26   | 15   |
| Ботев Пловдив    | 2007-08  | 30        | 19        | 4         | 3         | 0           | 0           | 34   | 22   |
| Левски София     | 2008-09  | 25        | 11        | 3         | 0         | 3           | 0           | 31   | 11   |
| Левски София     | 2009/ес. | 12        | 2         | 1         | 1         | 5           | 3           | 18   | 6    |
| Висла Краков     | 2010/пр. | 2         | 0         | 2         | 0         | 0           | 0           | 4    | 0    |
| Левски София     | 2010/ес. | 1         | 0         | 0         | 0         | 0           | 0           | 1    | 0    |
| Славия София     | 2010/11  | 24        | 5         | 5         | 1         | 0           | 0           | 29   | 6    |
| Славия           | 2011/ес. | 6         | 1         | 0         | 0         | 0           | 0           | 6    | 1    |
| Ашдод            | 2011/ес. | 4         | 1         | 1         | 0         | 0           | 0           | 5    | 1    |
| Славия София     | 2012/пр. | 1         | 0         | 0         | 0         | 0           | 0           | 1    | 0    |
| Тампа Бей Роудис | 2013-    | 145       | 58        | 0         | 0         | 0           | 0           | 145  | 58   |

Последна актуализация: 10 март 2012